# Michel-Ange Houasse
Michel-Ange Houasse (París, 1680 - Arpajon, 1730) fou un pintor d'origen francès que treballà a Espanya.

## Biografia
Fou alumne del seu pare, el pintor francès René-Antoine Houasse, a qui acompanyà en el seu viatge a Itàlia i on va romandre entre els anys 1699 i 1704. El 1706 va ingressar a l'Acadèmia Reial de Pintura i d'Escultura de París per a completar la seua formació i on fou acceptat com a membre l'any següent. El 1710 va ésser nomenat pintor del rei.
El marquès d'Aubigny, secretari de la princesa d'Orsini, cambrera major de Maria Lluïsa de Savoia (primera muller de Felip V d'Espanya) va propiciar, segurament, els primers contactes de Houasse amb la cort espanyola (la nova dinastia borbònica entronitzada a Espanya va cercar, després de la Guerra de Successió, nous retratistes, ja que a la primera esposa del rei no li agradaven els pintors espanyols perquè els considerava de poca qualitat). El 1715, en ésser nomenat pintor de cambra de Felip V d'Espanya gràcies a la recomanació del comte Jean Orry, s'establí a Madrid i hi va viure fins al 1730. Va portar a terme una obra molt variada i original, en la qual va unir les influències franceses, sobretot d'Antoine Watteau i Nicolas Poussin, amb les hispàniques, principalment de Diego Velázquez. Els seus quadres mitològics (Bacanal, 1719; Sacrifici de Bacus, Museu del Prado, 1720) són alegres i refinats; els retrats (El jove príncep d'Astúries, Museo del Prado, 1717) el consagren com un mestre del gènere, i les vistes de palaus reials (Vista d'El Escorial) sorprenen per la lluminositat diàfana i per la magnífica captació de l'atmosfera. Però el seu costum més innovador, amb el qual inspirà directament els pintors de les generacions següents i sobretot Goya, fou el de pintar escenes de gènere (Interior d'escola, Acadèmia de dibuix, L'era) i particularment el de reflectir en el llenç els jocs i les diversions populars (La gallina cega, El gronxador, Seguici de vilatans). També va fer notables obres de temàtica religiosa (com ara, La Sagrada Família, Museu del Prado, 1726).

## Estil pictòric
Houasse va combinar els elements del retrat cortesà de la pintura espanyola del segle XVII amb detalls i ornaments decoratius característics de la retratística francesa del final del regnat de Lluís XIV de França. El concepte triat va resultar una mica antiquat, ja que no va agradar gaire al rei, el qual va cercar aviat altres retratistes (com ara, Jean Ranc). Houasse es va dedicar llavors a altres gèneres i va crear alguna composició religiosa (com la seqüència sobre Sant Francesc Regis que es guarda al Museu del Prado). Però els millors assoliments artístics els va aconseguir amb la pintura de paisatges i escenes de gènere, on va analitzar (de manera inventada o observada) la vida cortesana o popular. En aquests quadres de format menor combinà elements elegants procedents de les festes galants amb un cert sentit del realisme, el qual prové de la pintura de gènere neerlandesa. Va realitzar diversos quadres amb assumptes infantils, alguns dels quals revelen una certa moralitat (com ara, Niños jugando al paso, cap a 1725, Patrimoni Nacional).
Gràcies a la formació francesa que va rebre, Houasse va desenvolupar un sentit realista més refinat que el dels pintors dels Països Baixos. Es va inspirar en l'obra d'Watteau i Jean-François de Troy per a les expressions gràcils i elegants, característiques que s'aprecien, per exemple, al quadre Acadèmia de dibuix (cap a 1725, Palau Reial de Madrid), on Houasse va aprofitar segurament les seues experiències de París, ja que la Reial Acadèmia de Belles Arts de San Fernando no es va inaugurar fins a més de vint anys després.
És destacable l'excepcional Vista del Monestir de l'Escorial (Museu del Prado), ja que va aconseguir captar amb encert l'atmosfera i la vibració de la llum. Durant el bienni 1719-1720 va executar un parell d'obres bàquiques, en les quals és evident la seua formació francesa, el classicisme de Nicolas Poussin i els records italians evocadors de Ticià.

## Obres destacades
- Sagrada Família amb Sant Joan, oli sobre llenç, 63 x 84 cm, vers el 1723.
- Bacanal, oli sobre llenç, 125 x 180 cm, 1719.
- Ofrena a Bacus, oli sobre llenç, 125 x 180 cm, 1720.
- Vista del Monestir de l'Escorial, oli sobre llenç, 50 x 82 cm, vers el 1722.
- El jove príncep d'Astúries, oli sobre llenç, 172 x 112 cm, 1717.
- San Francisco de Regis repartiendo limosnas, oli sobre llenç, abans del 1722.
- San Francisco de Regis predicando, oli sobre llenç, abans del 1722.
- San Francisco de Regis dando la comunión a un tullido, oli sobre llenç, 210 x 124 cm (en dipòsit al Museu d'Història de Madrid).
- Aparición de San Francisco de Regis a la madre Momplaisant, oli sobre llenç, 198 x 124 cm, abans del 1722.
- Milagro de San Francisco de Regis, oli sobre llenç, 198 x 124 cm, abans del 1722.
- Historia de la escena de Telémaco: Calypso sale al encuentro de Telémaco y Mentor, oli sobre llenç, 322 x 303 cm, vers el 1730.[2]

## Galeria

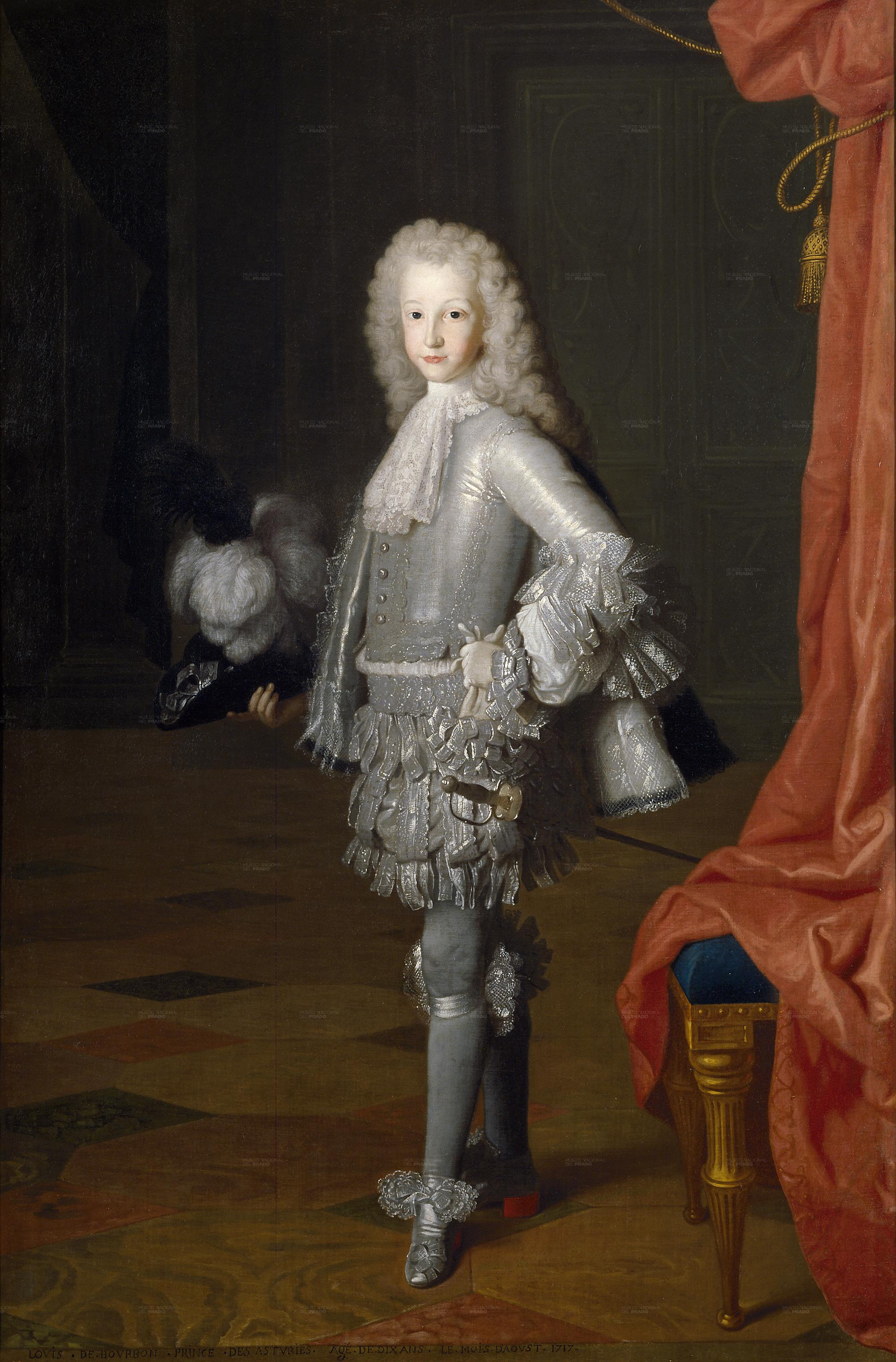
El jove príncep d'Astúries (1717)
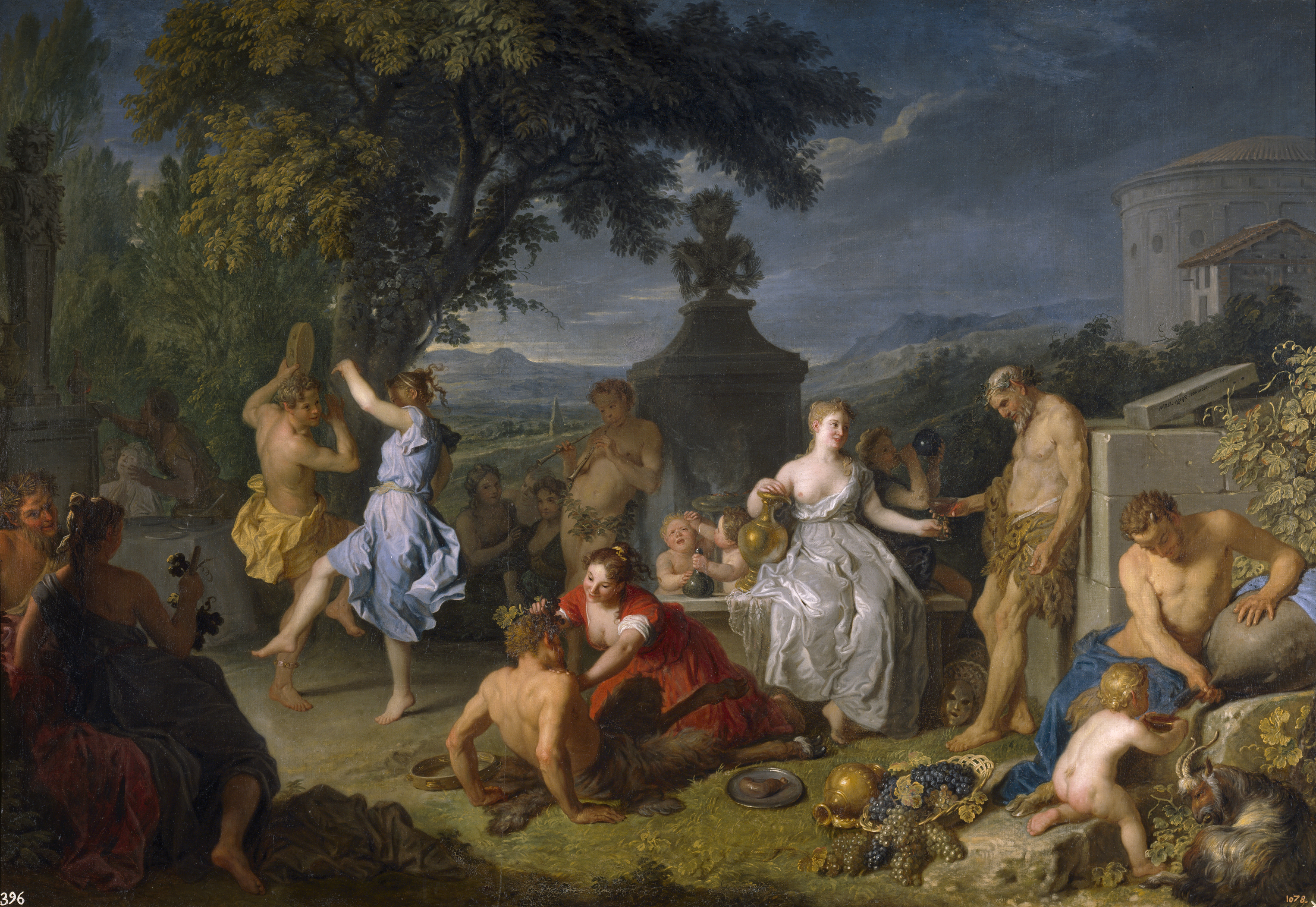
Bacanal (1719)
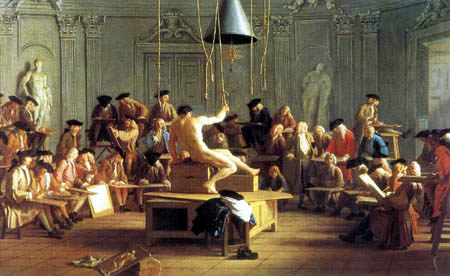
Acadèmia de dibuix (1728)
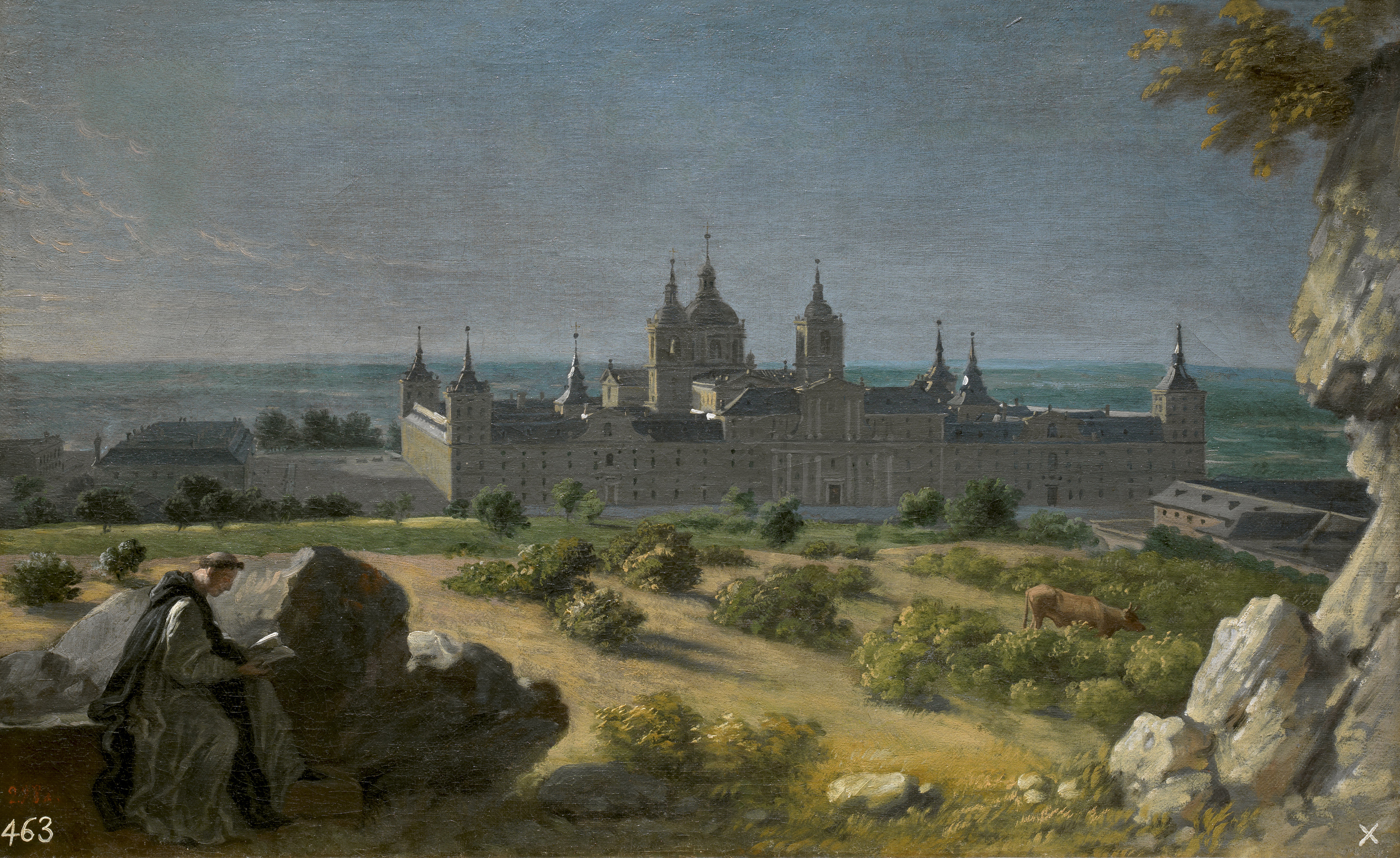
Vista del Monestir de l'Escorial (vers el 1722)
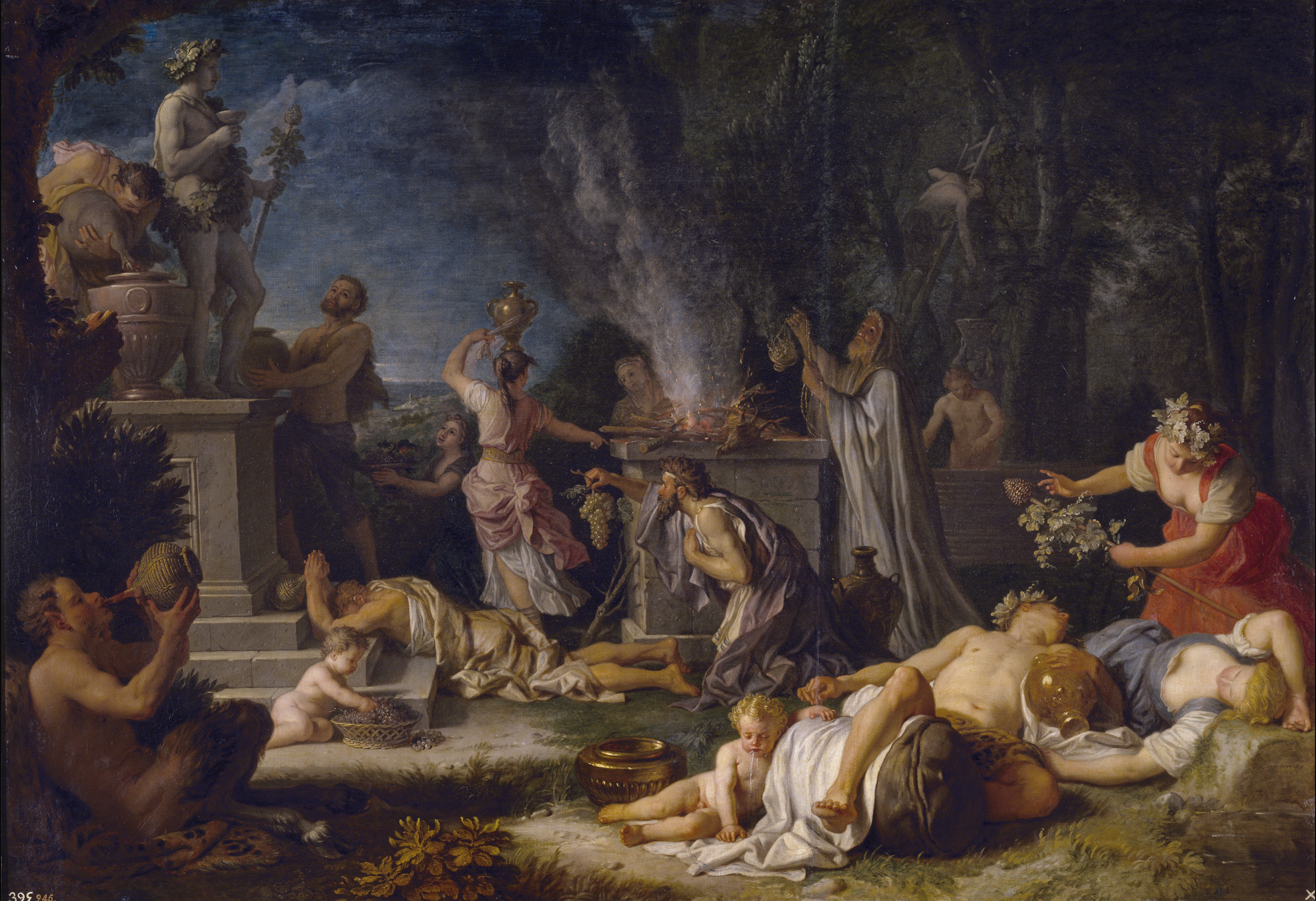
Ofrena a Bacus (1720)
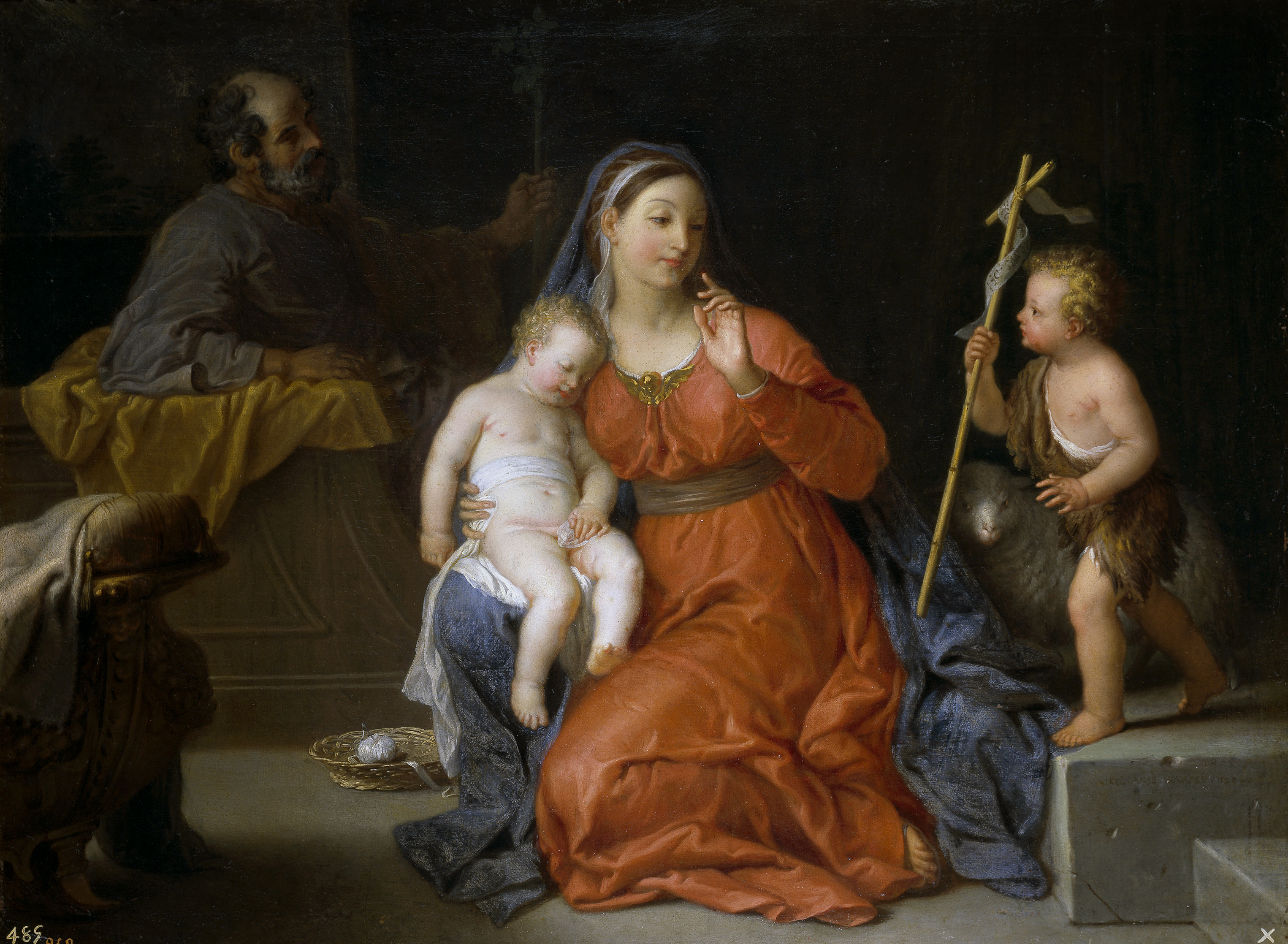
Sagrada Família amb Sant Joan (vers el 1723)